# Cessna Citation Excel
De Cessna Citation Excel (Cessna 560XL) is een licht zakenvliegtuig ontwikkeld door Cessna Aircraft Company en voortgedreven door twee Pratt & Whitney turbofans. De Citation Excel is afgeleid van de Cessna Citation X. De eerste vlucht was in februari 1996. Er zijn er 1000 van gebouwd en het toestel is anno 2021 nog steeds in productie. 
De Citation Excel is door Cessna ontwikkeld om de markt een toestel te bieden met de prestaties van een Citation X, maar dat ook een meer traditionele klantengroep aanspreekt die normaal gesproken kiest voor een tweemotorig turbopropeller vliegtuig zoals de King Air.
Het ontwerp van de Citation Excel is samengesteld uit een 61 centimeter ingekorte Citation X romp met rechte vleugels (zonder pijlstelling). De Citation Excel heeft de ruimste cabine (met stahoogte) in de categorie van lichte zakenjets.

## Varianten
Citation XLSUpgrade van de 560XL, geleverd vanaf 2004,  met een Honeywell Primus 1000 EFIS glass cockpit. Voortgedreven door krachtiger Pratt & Whitney PW545B motoren.
Citation XLS+Verbeterde versie geleverd vanaf 2008. Met aangepaste Pratt & Whitney PW545C motoren.

## Afbeeldingen

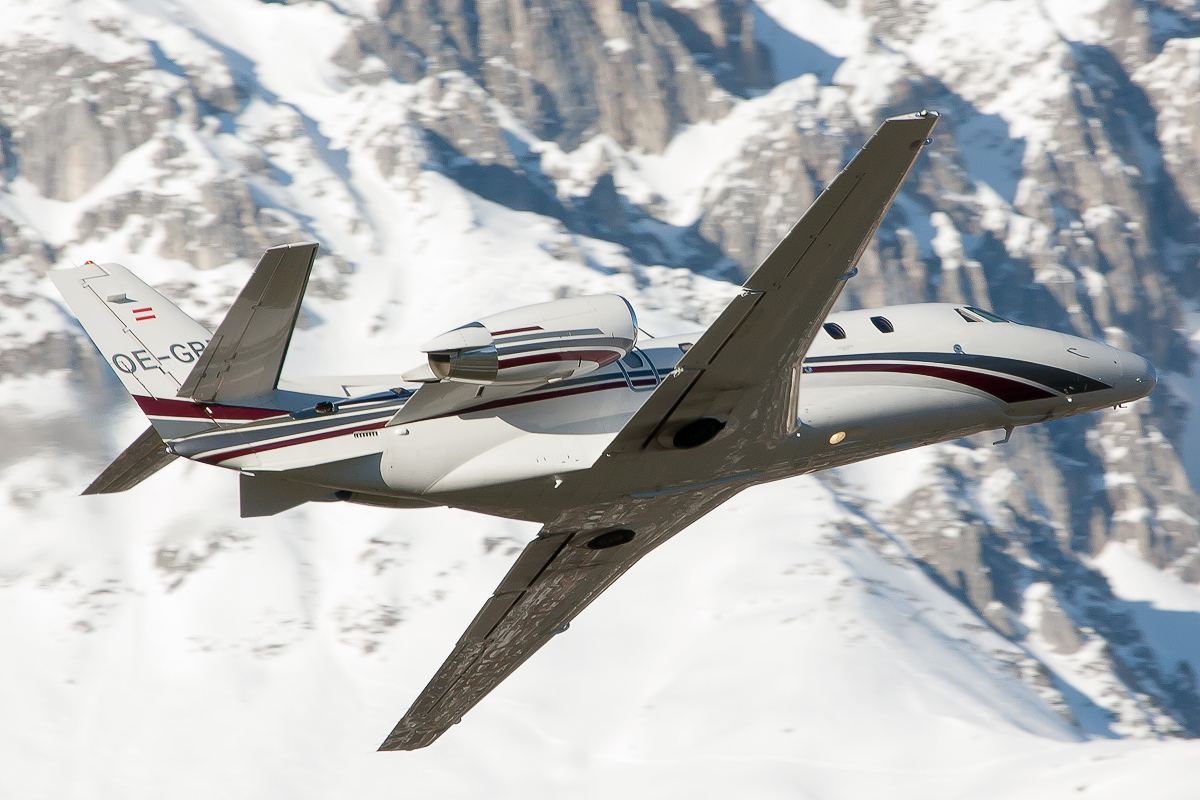
Cessna Citation XLS stijgt op van Innsbruck Airport (2014)
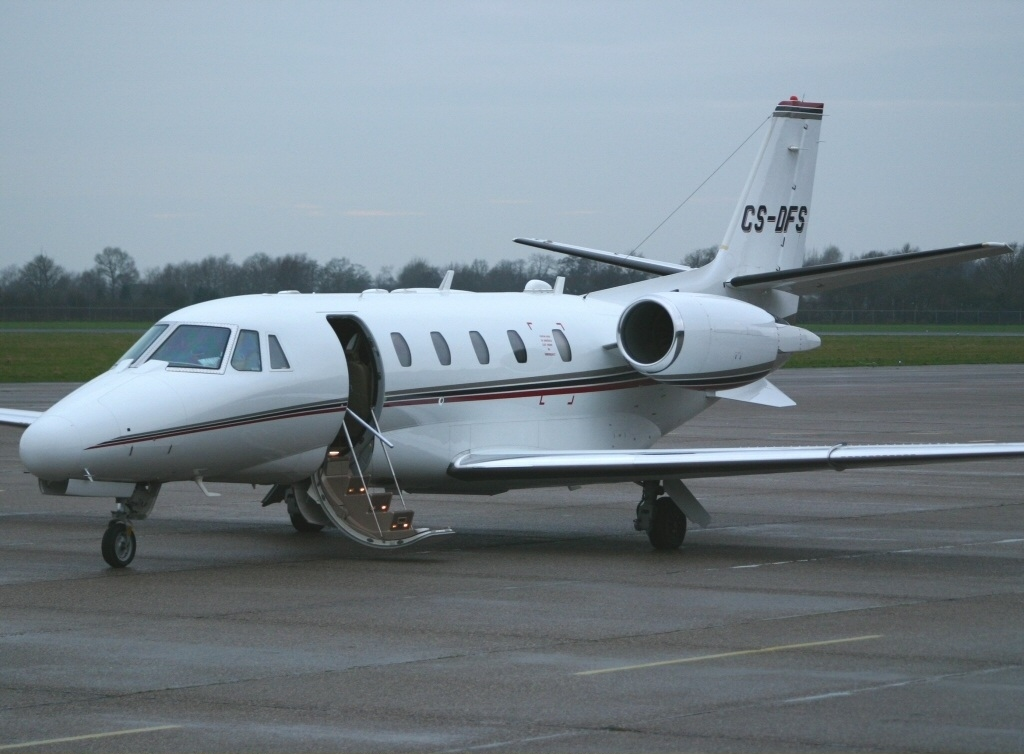
NetJets Citation Excel op vliegveld Eelde (GRQ Groningen)
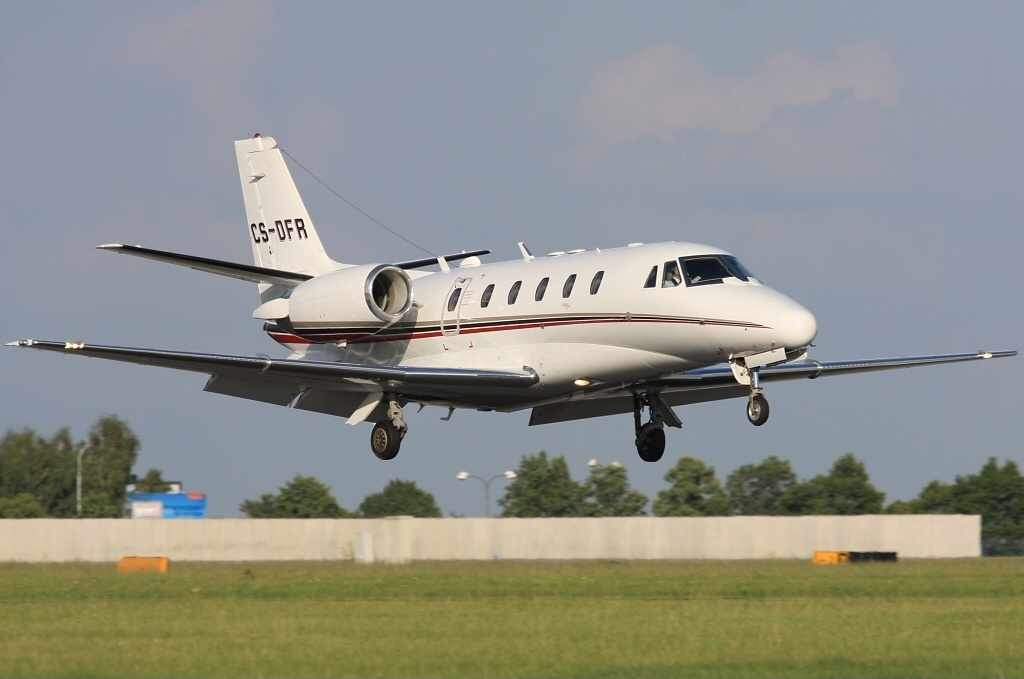
Citation Excel landt op vliegveld Praag
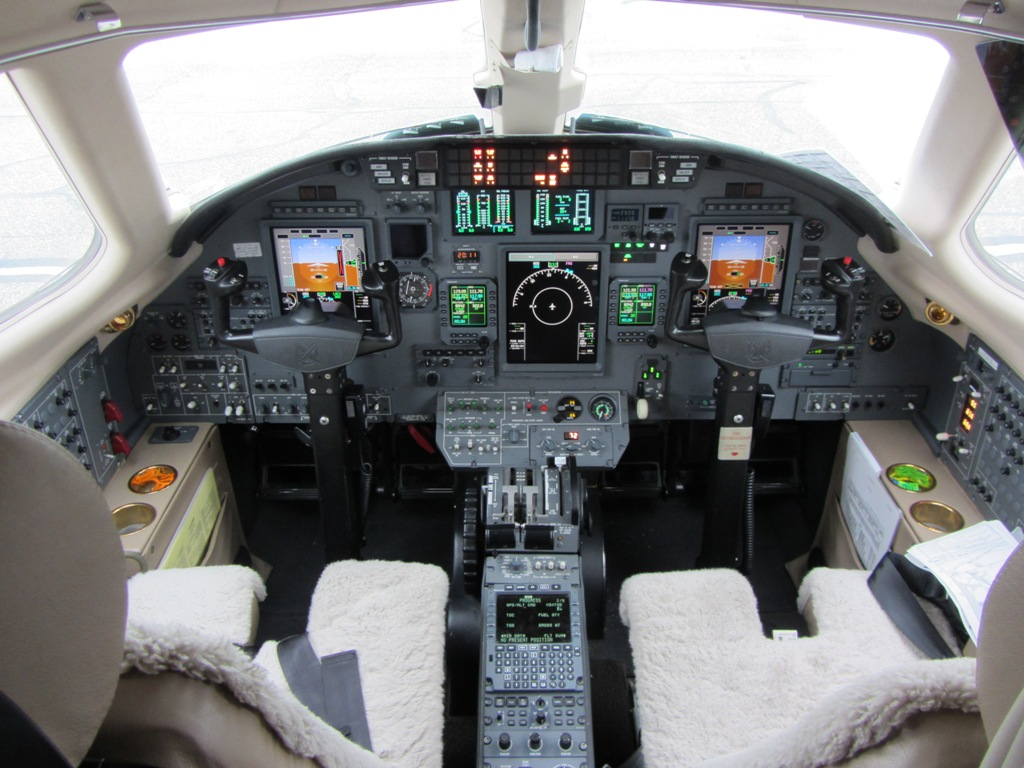
Cockpit Citation 560XL